# 梅克尔 (上卢瓦尔省)
梅克尔（法語：Mercœur，法語發音：[mɛʁkœʁ]）是法国上卢瓦尔省的一个市镇，属于布里尤德区。

## 地理
梅克尔（45°11'35"N, 3°17'30"E）面积27.51 平方千米，位于法国奥弗涅-罗讷-阿尔卑斯大区上盧瓦爾省，该省份为法国中南部省份，北起多姆山省和卢瓦尔省，西接康塔爾省，南至洛泽尔省，东临阿尔代什省。
与梅克尔接壤的市镇（或旧市镇、城区）包括：瑟卢、拉沙佩勒洛朗、阿利、吕比亚克、布里尤德附近圣瑞斯特、阿列新城。

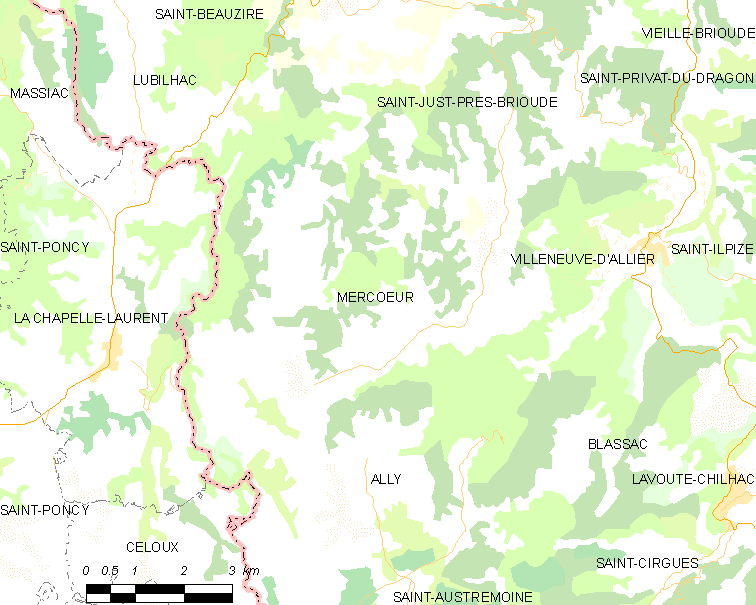
的OSM定位图

梅克尔的时区为UTC+01:00、UTC+02:00（夏令时）。

## 行政
梅克尔的邮政编码为43100，INSEE市镇编码为43133。

## 政治
梅克尔所属的省级选区为拉法耶特地区县。

## 人口

1962-2008年间人口变化图示

梅克尔于2022年1月1日时的人口数量为148人。